# Polixena Pückler (starsza)
Polixena Pückler ( – 1609), z domu Necher von Buchwald, żona Balthasara Pücklera, pana na Niemodlinie. Po śmierci Balthasara w 1591 r. o jej rękę bezskutecznie ubiegał się Jan Gratus Tarnowski, kasztelan żarnowiecki i starosta nowokorczyński, który w 1595 r. w celu skłonienia jej do małżeństwa oblegał nawet zamek w Niemodlinie. Tarnowski został zmuszony do odstąpienia od oblężenia i porzucenia planów małżeńskich na skutek interwencji oddziałów starosty krajowego. W 1599 r. wyszła ponownie za mąż za Victorina Zierotina ( – 1611). Zmarła w roku 1609.